# Spang
En spang er den enklest mulige bro, for den består kun af løst udlagte stammer eller brædder, som krydser det vandløb, man ønsker at slå bro over. Brugen af spang forudsætter, at der er fast og bæredygtig bund på begge sider af vandløbet. I modsat fald, må man i stedet bygge en egentlig bro eller udnytte et vadested.